# 乌英根
乌英根（德語：Uhingen，發音：[ˈuːɪŋən]）是德国巴登-符腾堡州斯图加特行政区格平根县的城市，面积24.79平方千米，2023年12月31日人口为14,753人。